# Andravida-Kyllini
Andravida-Kyllini (griechisch Ανδραβίδα-Κυλλήνη [anðraˈviða kʲiˈlini] (f. sg.)) ist eine Gemeinde im Nordwesten der griechischen Halbinsel Peloponnes. Sie wurde zum 1. Januar 2011 aus vier Gemeinden gebildet, die ihrerseits 1997 aus dem Zusammenschluss von 22 kleineren Gemeinden entstanden waren. Nicht Andravida, die größte der drei Kleinstädte in der Gemeinde, sondern Lechena dient als Verwaltungssitz. Dritte städtische Siedlung ist im Norden der Gemeinde Varda.
Vom Gebiet Andravida-Kyllinis wurde im Mittelalter das Fürstentum Achaia regiert. Es umfasst den nördlichen Teil der felsigen Halbinsel Kyllini mit dem Hafenort Kyllini und Kastro mit der Burg Chlemoutsi sowie das östlich des Kaps Glarentza angrenzende Küstenland der Ebene von Elis im Ionischen Meer. Teile der Gemeindebezirke Lechena und Vouprasia reichen nach Süden ins hügelige Landesinnere hinein bis an den Pinios-Stausee. Nachbargemeinden sind (beginnend im Norden, im Uhrzeigersinn) Dytiki Achaia, Ilida und Pinios.

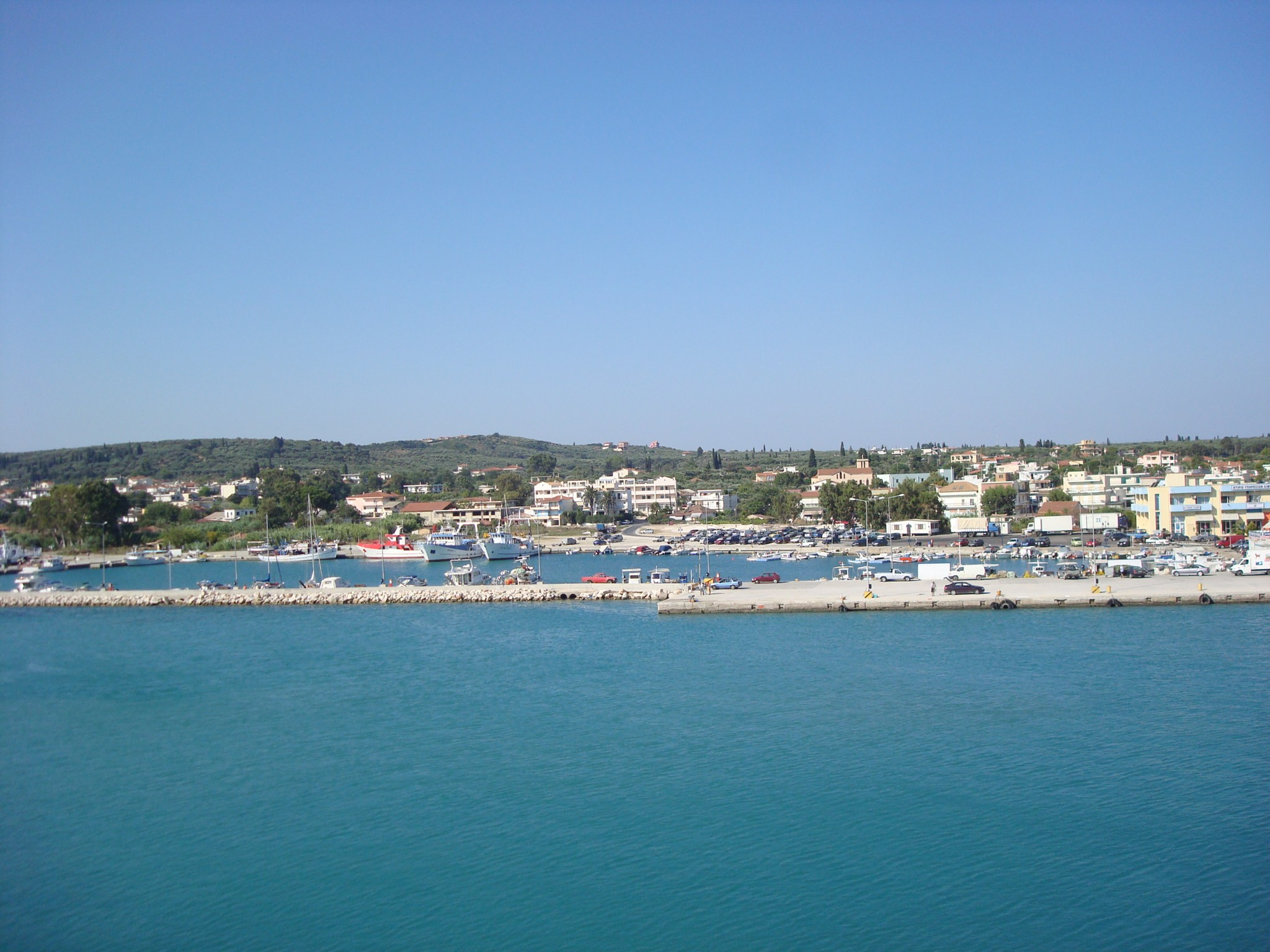
Der Hafen von Kyllini
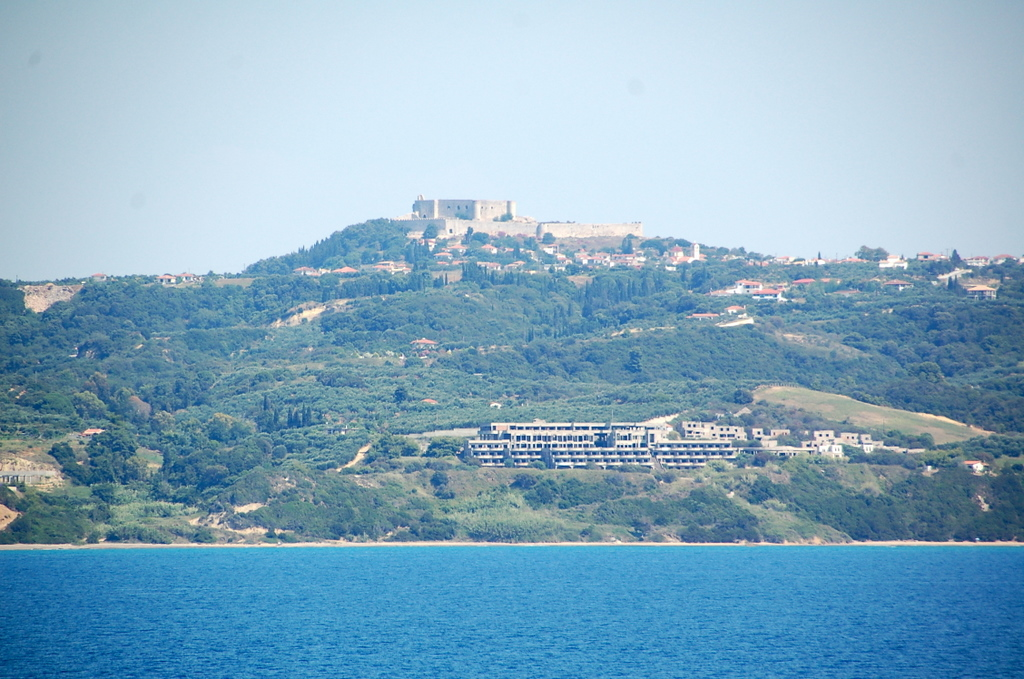
Kastro mit der Burg Chlemoutsi

## Gemeindegliederung
| Gemeindebezirk             | griechischer Name           | Code   | Fläche (km²) | Einwohner 2011 | Einwohner 2021 | Dimotikes Kinotites (Sg. Δημοτική Κοινότητα)                                         | Lage |
| -------------------------- | --------------------------- | ------ | ------------ | -------------- | -------------- | ------------------------------------------------------------------------------------ | ---- |
| Lechena                    | Δημοτική Ενότητα Λεχαινών   | 390201 | 094,867      | 04.855         | 04.910         | Lechena, Agios Charalambis, Areti, Melissa, Borsi, Myrsini                           |      |
| Andravida                  | Δημοτική Ενότητα Ανδραβίδας | 390203 | 041,015      | 04.716         | 03.753         | Andravida, Stafidokambos, Strousi                                                    |      |
| Vouprasia                  | Δημοτική Ενότητα Βουπρασίας | 390203 | 170,750      | 08.388         | 10.617         | Varda, Aetorrachi, Kapeleto, Kourtesi, Manolada, Neapoli, Nea Manolada, Nisi, Xenies |      |
| Kastro-Kyllini             | Δημοτική Κάστρου-Κυλλήνης   | 390204 | 050,013      | 03.622         | 03.272         | Kyllini, Kastro, Kato Panagia, Kyllini, Neochori Myrtoundion                         |      |
| Gemeinde Andravida-Kyllini | Gemeinde Andravida-Kyllini  | 3902   | 356,645      | 21.581         | 22.552         |                                                                                      |      |